# جاده (فیلم ۲۰۰۱)
«جاده» (قزاقی: Jol) یک فیلم سینمایی قزاقستانی در ژانر درام که در سال ۲۰۰۱ میلادی منتشر شد.